# Западный (Братское сельское поселение)
За́падный — покинутый посёлок в Тихорецком районе Краснодарского края.
Входит в состав Братского сельского поселения.

## Население
| 2002 | 2010 |
| ---- | ---- |
| 7    | ↘0   |